# Auriébat
 Auriébat  (en occitano Auriavath) es una comuna y población de Francia, en la región de Mediodía-Pirineos, departamento de Altos Pirineos, en el distrito de Tarbes y cantón de Maubourguet.
Su población en el censo de 1999 era de 290 habitantes.
Está integrada en la Communauté de communes du Val d'Adour.

## Demografía
| 360 | 312 | 262 | 270 | 257 | 290 | 296 |
| Para los censos de 1962 a 1999 la población legal corresponde a la población sin duplicidades (Fuente: INSEE [Consultar]) |     |     |     |     |     |     |